# Platygaster subtilis
Platygaster subtilis är en stekelart som beskrevs av Förster 1861. Platygaster subtilis ingår i släktet Platygaster och familjen gallmyggesteklar. Inga underarter finns listade i Catalogue of Life.